# Dunavți, Stara Zagora
Dunavți (în bulgară Дунавци) este un sat în comuna Kazanlăk, regiunea Stara Zagora,  Bulgaria. 

## Demografie
Componența etnică a satului Dunavți
     Turci (22,26%)
     Bulgari (69,69%)
     Romi (5,3%)
     Nicio identificare (2,73%)
La recensământul din 2011, populația satului Dunavți era de 584 locuitori. Din punct de vedere etnic, majoritatea locuitorilor (69,69%) erau bulgari, existând și minorități de turci (22,26%) și romi (5,3%). Pentru 2,73% din locuitori nu este cunoscută apartenența etnică.